# The Last of the Black Hand Gang
The Last of the Black Hand Gang è un cortometraggio muto del 1912 diretto da Hay Plumb.
Si conoscono pochi dati del film che, prodotto dalla Hepworth, fu distrutto nel 1924 dallo stesso produttore. Cecil M. Hepworth, in gravi difficoltà finanziarie, giunse a tanto per poter recuperare il nitrato d'argento della pellicola.

## Produzione
Il film fu prodotto dalla Hepworth.

## Distribuzione
Distribuito dalla Hepworth, il film - un cortometraggio di 137,16 metri - uscì nelle sale cinematografiche britanniche nel giugno 1912.